# Jehuda Burla
Jehuda Burla (hebrejsky: יהודה בורלא, ‎18. září 1886 – 7. listopadu 1969) byl izraelský spisovatel a romanopisec, který se řadí mezi první moderní hebrejské spisovatele sefardského původu. Ve svých dílech zachycoval život (jazyk, zvyky, myšlení) sefardských Židů v Palestině, na Blízkém východě a na Balkáně.

## Biografie
Narodil se v Jeruzalémě v tehdejší Osmanské říši, do rodiny staré jeruzalémské rodiny sefardských Židů s rabínskými kořeny pocházející z osmanského İzmiru, jenž se v Jeruzalémě usadila tři století před jeho narozením. Do osmnácti let studoval v náboženských školách, a to v ješivě a bejt midraši. Po absolvování učitelského semináře „Ezra“ v Jeruzalémě začal pracovat jako učitel a administrativní pracovník v různých školách spolupracujících se Sionistickou organizací. Během první světové války sloužil jako tlumočník v osmanské armádě a po válce učil na Hebrejské škole v Damašku, kde pět let žil. Učení se věnoval až do roku 1944, kdy začal pracovat ve veřejném sektoru a byl jedním z úsekových vedoucích arabského oddělení Histadrutu. Měl několik dětí; spisovatele, básníka a umělce Odeda Burlu, spisovatele a překladatele Ja'ira Burlu, spisovatelku a překladatelku Ofru Adar Burlovou a Zuriu Ben Nun.

Jehuda Burla se svojí rodinou, 1949

## Ocenění a památka
Celkem dvakrát mu byla udělena Bialikova cena za literaturu, a to v letech 1939 a 1954. Za přínos literatuře dále roku 1961 obdržel Izraelskou cenu. Ta je udílena od roku 1953 a patří mezi nejvyšší izraelská státní vyznamenání.
Na jeho počest nese jeho jméno hlavní ulice jeruzalémské čtvrti Najot.

## Dílo
- Luna, 1926
- Kismej moledet, 1926
- Bli kochav, 1927 (francouzsky 1933)
- Išto ha-senu'a, 1928
- Naftulej adam, 1929 (arabsky 1955, anglicky 1968)
- Sipurim, 1929
- Bat Cijon, 1930
- Meranenet, 1930
- Na'ama o ba-nistar uva-nigle, 1934
- Bi-keduša o be-ahava, 1935
- Alilot Akavja, 1939 (rusky 1980)
- Lahatej kirja, 1939
- Adam, 1943
- Ba-ofek, 1943
- Im šachar, 1946
- Našim, 1949
- Tom u-Mary: Sipurej Damešek
- Be-ma'agalej ahava, 1953
- Ha-snunit ha-rišona, 1954
- Kisufim, 1955
- Ele masa'ej Jehuda Halevi, 1959
- Rav Jehuda Halevi, 1960
- Rešafim, 1961
- Ba'al be-amav, 1962
- Šnej sipurej ahava mejuchedet, 1964
- Le-kol ha-ce'ada, 1965
- Be-ge'ut uve-šefel: Sipurim jerušalmijim, 1971
- Malchut David, 1978

V roce 1962 také vyšly Burlovy „Sebrané spisy“ a v roce 1975 „Soubor povídek“